# Nueva Ciudad Guerrero
Nueva Ciudad Guerrero is een stadje in de Mexicaanse staat Tamaulipas aan de Río Bravo. Nueva Ciudad Guerrero heeft 3.674 inwoners (census 2005) en is de hoofdplaats van de gemeente Guerrero.
Guerrero is gesticht in 1750 als "Villa del Señor San Ignacio de Loyola de Revilla" maar werd later ter ere van Vicente Guerrero hernoemd. De plaats is vooral bekend omdat ze als hoofdstad heeft gediend van de Republiek van de Rio Grande.
Nuevo Ciudad Guerrero ligt vlak bij het Preso Falcón, een stuwmeer van de Río Bravo.